# Allerheiligst Sacramentskerk (Den Haag)
De Allerheiligst Sacramentskerk was een kerkgebouw aan de Sportlaan in Den Haag.

## Geschiedenis
In 1925 ontwierp architect Nicolaas Molenaar jr. een driebeukig kerkgebouw in traditionalistische stijl. Het was zijn eerste zelfstandige opdracht. Op de zuidwestelijke hoek stond een grote klokkentoren.
Op 16 juli 1926 werd het gebouw door de parochie De Vier Evangelisten in gebruik genomen. De officiële consecratie door bisschop Callier vond plaats op 7 december van dat jaar.
Een verwoestende brand legde het schip van de kerk op 22 maart 1958 in de as. Alleen de toren, het orgel en het priesterkoor bleven gespaard. Aan het eind van dat jaar was de kerk weer hersteld; op 30 november was de feestelijke heropening.
De parochie De Vier Evangelisten valt onder het bisdom Rotterdam. Wegens teruglopend kerkbezoek werd de Sacramentskerk op 31 augustus 2008 gesloten.

### Latere geschiedenis en sloop
Op 12 januari 2013 werd de kerk gekraakt. Kort daarna werd de kerk ter beschikking gesteld aan uitgeprocedeerde asielzoekers, die tot eind 2012 op het Malieveld in tenten bivakkeerden. De kerk werd begin september 2014 ontruimd. Het bisdom wilde het kerkgebouw afbreken en vervangen door 37 appartementen, de buurtbewoners waren voorstanders van hergebruik van het gebouw. 
Nadat de plannen voor een groot flatgebouw (even hoog als het puntje van de huidige toren) waren afgewezen, is in 2017 besloten om de kerk te vervangen door een twaalftal villa's die qua stijl zouden passen bij de andere huizen in de buurt. De kerk werd vanaf 16 november 2018 tot 9 februari 2019 gesloopt. De klokken werden verwijderd en kregen een tweede leven. De glas-in-loodramen werden ook verwijderd en geschonken aan andere kerken.

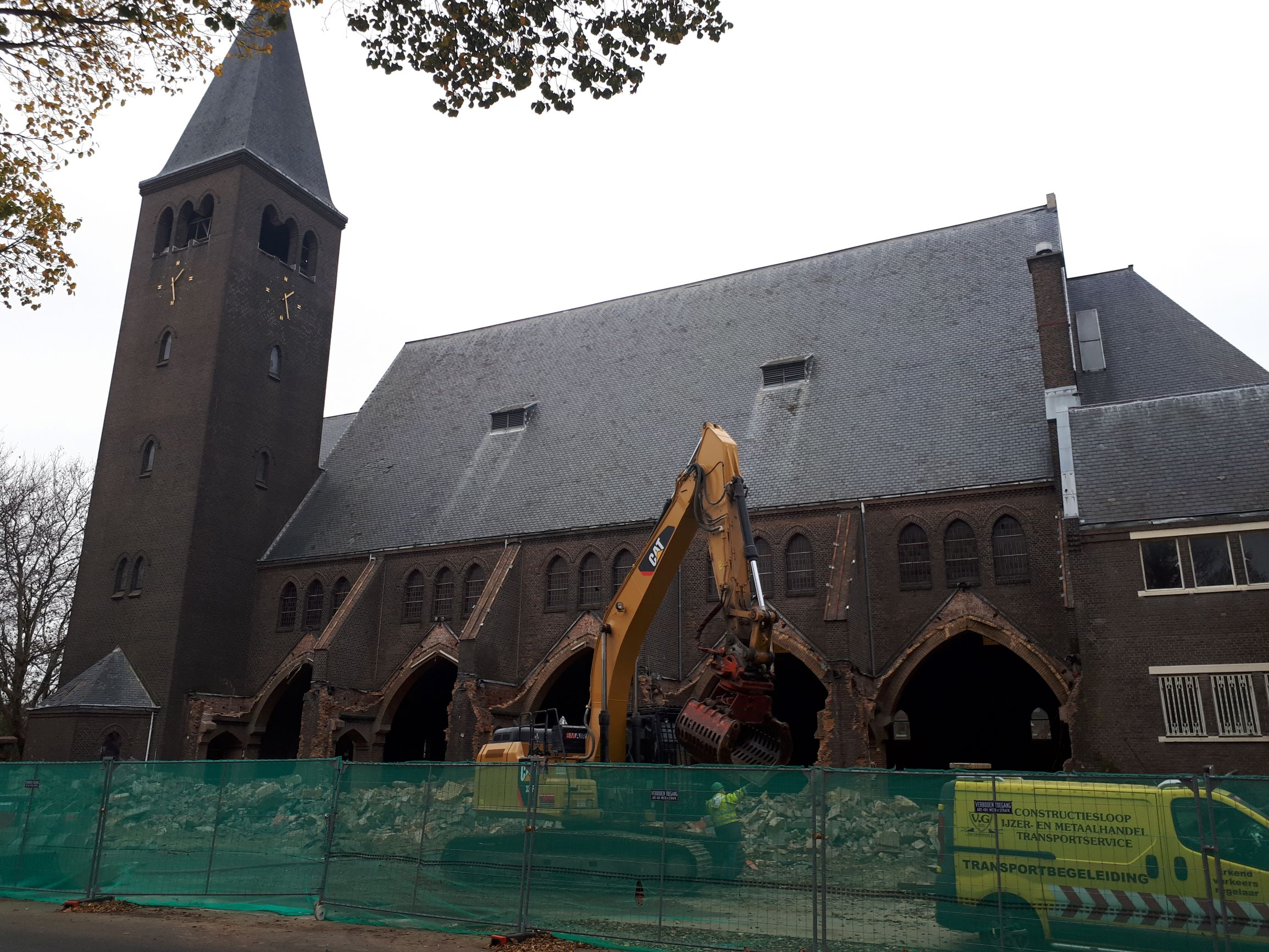
Begin van de sloop

Abdijkerk van Loosduinen · 
Allerheiligst Sacramentskerk · 
Anglican Church of St. John and St. Philip · 
Antonius Abtkerk · 
Badkapel · 
Bethelkerk (Scheveningen) · 
Bethlehemkerk · 
Christus Triumfatorkerk · 
Duinoordkerk · 
Duinzichtkerk · 
Eben-Haëzerkerk · 
Onze Lieve Vrouw Onbevlekt Ontvangenkerk · 
Emmauskerk · 
Grote of Sint-Jacobskerk · 
Sint-Jacobus de Meerderekerk  · 
H.H. Engelbewaarderskerk · 
H.H. Jacobus- en Augustinuskerk · 
Hofkapel · 
H. Familiekerk · 
Julianakerk (Transvaalkwartier) · 
Prinses Julianakerk (Scheveningen) · 
Kerk van de H. Martelaren van Gorcum · 
Kerk van Eikenduinen · 
Kloosterkerk · 
Lourdeskapel · 
Lutherse kerk · 
Maranathakerk · 
Nieuwe Badkapel · 
Nieuwe Kerk ·
Onbevlekt Hart van Mariakerk ·
O.L.V. Hemelvaartkerk · 
O.L.V. van Goede Raadkerk · 
Oosterkerk · 
Oude Kerk · 
Paleiskerk · 
Pastoor van Arskerk · 
Pniëlkerk · 
Sint-Agneskerk · 
Sint-Josephkerk (1867) · 
Sint-Josephkerk (1886) · 
Sint-Marthakerk · 
Sint-Paschalis Baylonkerk · 
Sint-Theresia van Lisieuxkerk · 
Sint-Willibrorduskerk · 
Teresia van Avilakerk · 
Vredeskapel · 
Waalse Kerk · 
Wilhelminakerk (1908) · 
Wilhelminakerk (1954) · 
Willemskerk · 
Willibrorduskapel